# Jan Kyzlink
Jan Kyzlink (6. července 1930, Olomučany – 4. května 1991, Brno) byl český operní pěvec (bas), původním zaměstnáním technik.
Vystudoval konzervatoř v Praze, pod vedením J. Berlíka, následně AMU u Z. Otavy. V letech 1961 a 1962 působil v Liberci, následně ve Státním divadle v Ostravě a od roku 1979 pak člen Státního divadla v Brně (dnes Národní divadlo). Zde setrval do roku 1990. V letech 1967 až 1972 vystupoval jako stálý host Slovenského národního divadla.